# Trochanteriidae
Trochanteriidae – rodzina pająków z infrarzędu Araneomorphae i nadrodziny Gnaphosoidea. 
Takson ten wprowadzony został w 1879 roku przez Friedricha Karscha. Rodzinę tę zalicza się do "niższych" przedstawicieli Gnaphosoidea. Wyniki analizy filogenetycznej Platnicka wskazują, że stanowi ona grupę siostrzaną dla Gallieniellidae.
Podobnie jak inne "niższe" Gnaphosoidea, pająki te zachowały dystalny człon przednio-bocznych kądziołków przędnych. Wyróżnia je silnie spłaszczony karapaks, na którym oczy zajmują większą część szerokości. Podobnie jak Gallieniellidae mają duże szczękoczułki, ale pozbawione są nieregularnego pseudoczłonowania na stopach.
Rodzina zasiedla Amerykę Południową (na północ po Brazylię), Afrykę wraz z Wyspami Kanaryjskimi, Madagaskarem, Aldabrą i Reunion, Indie, Chiny, Koreę, Japonię, Celebes, Nową Gwineę, Australię, Wyspa Bożego Narodzenia, Nową Kaledonię i Wyspy Salomona.
Zalicza się tu około 150 opisanych gatunków z 19 rodzajów:
- Boolathana Platnick, 2002
- Desygnować Platnick, 2008
- Desognaphosa Platnick, 2002
- Doliomalus Simon, 1897
- Fissarena Henschel, Davies & Dickman, 1995
- Hemicloeina Simon, 1893
- Longrita Platnick, 2002
- Morebilus Platnick, 2002
- Olin Deeleman-Reinhold, 2001
- Plator Simon, 1880
- Platorish Platnick, 2002
- Platyoides O. P-Cambridge, 1890
- Pyrnus Simon, 1880
- Rebilus Simon, 1880
- Tinytrema Platnick, 2002
- Trachycosmus Simon, 1893
- Trachyspina Platnick, 2002
- Trachytrema Simon, 1909
- Trochanteria Karsch, 1878